# Don Quichotte (Oper)
Don Quichotte ist eine 1910 an der Opéra de Monte Carlo uraufgeführte Oper (Originalbezeichnung: „comédie-héroïque“) in fünf Akten. Die Musik ist von Jules Massenet. Das Libretto von Henri Cain beruht auf dem Stoff von Miguel de Cervantes.

## Inhalt

### Erster Akt
Ein öffentlicher Platz vor dem Wohnsitz Dulcinées. Vier Verehrer Dulcinées singen ihr ein Ständchen. Dulcinée erscheint selbst und erklärt, dass es ihr nicht genügt, bewundert zu werden („Quand la femme a vingt ans“). Sie zieht sich zurück. Eine Menge kündigt das Nahen von Don Quichotte auf seinem Pferd Rosinante und seinen Knappen Sancho Panza auf seinem Esel an. Verzaubert von so viel Aufmerksamkeiten, befiehlt Don Quichotte seinem Diener, den Menschen etwas Geld zu geben. Nachdem die Menge sich zerstreut hat, singt Don Quichotte eine Serenade an Dulcinée („Quand apparaissent les étoiles“). Er wird allerdings von einem anderen Verehrer, Juan, gestört. Es kommt zum Zweikampf mit dem Degen, den Dulcinée durch ihr Erscheinen unterbricht. Sie ist entzückt über die ritterlichen Aufmerksamkeiten Don Quichottes und tadelt Juan wegen seines Neides. Don Quichotte bietet ihr ein Schloss an. Dulcinée wünscht sich aber von ihm ein Perlencollier, das der Räuber Ténébrun ihr geraubt hatte.

### Zweiter Akt
Auf freiem Feld erscheinen Don Quichotte und Sancho Panza auf ihren Reittieren. Don Quichotte ist dabei, ein Liebesgedicht zu schreiben. Sancho Panza hält mit einer langen Tirade über den Sinn und Zweck ihres Unternehmens dagegen („Comment peut-on penser du bien de ces coquines?“). Der Nebel
verflüchtigt sich, und eine Reihe von Windmühlen erscheint, die Don Quichotte für Riesen hält. Zum Erschrecken Sancho Panzas attackiert er die erste Windmühle, wird von einem ihrer Flügel erfasst und in die Luft gehoben.

### Dritter Akt
Am Abend ist Don Quichotte der Meinung, dass sie bald die Banditen finden würden. Sancho Panza legt sich schlafen, während Don Quichotte Wache hält. Die Räuber nähern sich, und nach einem kurzen Kampf nehmen sie Don Quichotte gefangen, während es Sancho Panza gelingt, zu fliehen. Die Räuber sind erstaunt über den alten Mann, der sich so in die Gefahr begibt, und wollen ihn umbringen. Don Quichottes Gebet („Seigneur, reçois mon âme, elle n’est pas méchante“) weckt aber das Mitleid von Ténébrun, ihrem Anführer. Quichotte erklärt seine Mission („Je suis le chevalier errant“), und das Collier wird ihm zurückgegeben. Die Räuber bitten beim Abschied Quichottes sogar um seinen Segen.

### Vierter Akt
Dulcinée versucht sich bei Festivitäten zu vergnügen, aber weder Musik noch Tanz können ihre Melancholie vertreiben („Lorsque le temps d’amour a fui“). Sie singt ein Lied und begleitet sich zur Gitarre („Ne pensons qu’au plaisir d’aimer“). Als alles sich zum Dîner zurückziehen will, erscheinen Don Quichotte und Sancho Panza. Sancho bittet um eine Belohnung von seinem Herrn, der ihm eine Insel und verschiedene Reichtümer verspricht. Unter dem Applaus der Menge gibt Don Quichotte Dulcinée ihr Collier zurück. Als er jedoch um ihre Hand anhält, brechen die Zuschauer in Gelächter aus. Dulcinée hat Mitleid mit Don Quichotte und bittet ihre Gesellschaft, sie allein zu lassen. Sie erklärt Quichotte, dass sich ihr Schicksal und ihre Lebensweise von der des Chevaliers unterscheiden, küsst ihn auf die Stirn und geht. Die Gesellschaft kommt wieder, um sich über den alten Mann lustig zu machen. Sancho Panza verteidigt Don Quichottes Ehre („Riez, allez, riez du pauvre idéologue“) und nimmt seinen Herrn mit in die Ferne.

### Fünfter Akt
In einer sternklaren Nacht liegt Don Quichotte im Sterben. Er nimmt von Sancho Panza Abschied und erinnert sich daran, dass er ihm eine Insel zur Belohnung versprochen hatte. Er verspricht ihm eine Insel der Träume („Prends cette île“). Als der Tod naht, hebt er die Augen zu einem bestimmten Stern, der auf sie herunter leuchtet, hört zum letzten Mal Dulcinées Stimme und scheidet aus dem Leben.

## Orchester
Die Orchesterbesetzung der Oper enthält die folgenden Instrumente:
- Holzbläser: drei Flöten (3. auch Piccolo), drei Oboen (3. auch Englischhorn), drei Klarinetten (3. auch Bassklarinette), drei Fagotte
- Blechbläser: vier Hörner, drei Trompeten, drei Posaunen, Tuba
- Pauken, Schlagzeug: große Trommel, kleine Trommel, Becken, hängendes Becken, Triangel, Kastagnetten, Tamtam, Tambour de basque
- Celesta
- zwei Harfen
- Gitarre (im vierten Akt laut Partitur von der Sängerin der Dulcinée gespielt)
- Streicher
- Bühnenmusik hinter der Szene: zwei Flöten, Oboe (auch Englischhorn), Schlagzeug (Triangel, Tambour de basque), Celesta, Harfe, Klavier, Orgel, Violine, Viola, Kontrabass
- Bühnenmusik auf der Szene: 20 Paar Kastagnetten

## Werkgeschichte

### Entstehung

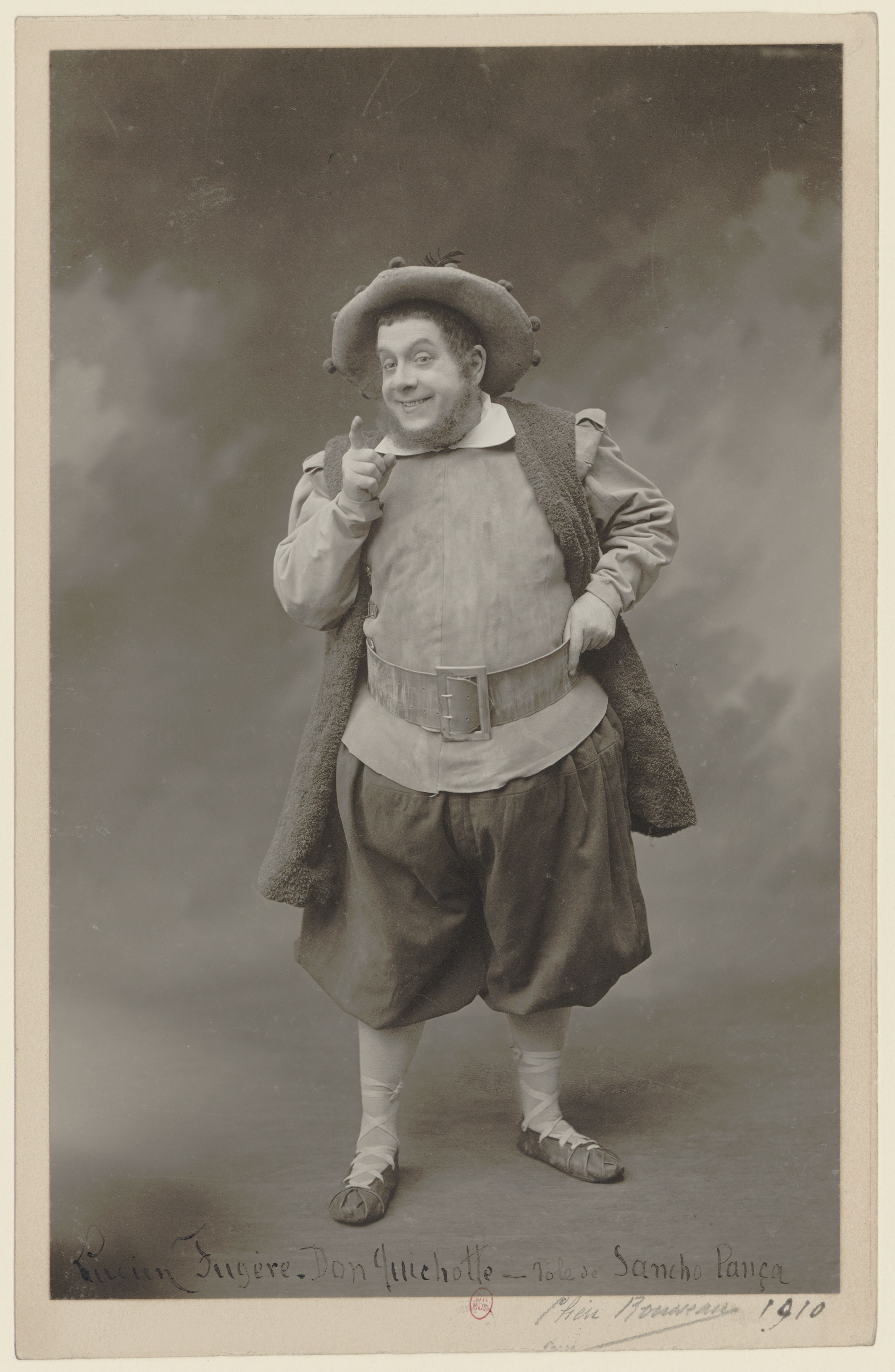
Lucien Fugère 1910 in der Rolle des Sancho Panza

Massenet ließ sich von einer zu seinen Lebzeiten sehr erfolgreichen Dramatisierung des Original Cervantes Stoffes von Jacques Le Lorrain anregen. Die Oper entstand im Auftrag des Operndirektors von Monte Carlo, Raoul Gunsbourg. Der russische Bassist Fjodor Schaljapin, der die Partie des Don Quichotte in der Uraufführung gesungen hat und dem die Oper gewidmet war, war in Tränen ausgebrochen, als ihm Massenet Ausschnitte auf dem Klavier vortrug, was der Sänger in eigenen Briefen erwähnt.

### Aufführungen
Die Uraufführung fand am 24. Februar 1910 in Monte Carlo statt, die deutsche Erstaufführung am 31. März 1911 in Nürnberg.
Die Oper hatte vom Beginn an herausragenden Erfolg und wurde alsbald nach der Uraufführung in Brüssel, Moskau (russ.), Marseille und Paris aufgeführt. Heute zählt sie zu den weniger aufgeführten Werken, auch weil die Anforderungen an das Ensemble enorm sind – insbesondere an den Sänger der Hauptrolle, die z. B. von Kurt Moll, Nikolaj Gjaurow und José van Dam interpretiert wurde. 2019 brachten die Bregenzer Festspiele eine Produktion heraus.